# رینو (فیلم ۱۹۳۹)
رینو (انگلیسی: Reno) یک فیلم به کارگردانی جان فارو است که در سال ۱۹۳۹ منتشر شد. از بازیگران آن می‌توان به ریچارد دیکس، آنیتا لوئیس، فرن اِمِت و گیل پاتریک اشاره کرد.